# Popis reprezentativaca na Svjetskom prvenstvu u nogometu – Rusija 2018.
Na Svjetskom nogometnom prvenstvu u Rusiji 2018. nastupilo je 32 reprezentacije. U svakoj od njih, nacionalni izbornici su mogli odabrati 23 reprezentativca za svoju selekciju s time da su na svojem popisu morali imati po trojicu vratara. Ukupno je odabrano 736 igrača.

## Skupina A

### Egipat
| #         | Pozicija     | Ime                 | Datum rođenja       | Klub                 |
| --------- | ------------ | ------------------- | ------------------- | -------------------- |
| 1         | Vratar       | Essam El-Hadary     | 15. siječnja 1973.  | Al-Taawoun           |
| 2         | Branič       | Ali Gabr            | 1. siječnja 1989.   | West Bromwich Albion |
| 3         | Branič       | Ahmed Elmohamady    | 9. rujna 1987.      | Aston Villa          |
| 4         | Vezni        | Omar Gaber          | 30. siječnja 1992.  | Los Angeles FC       |
| 5         | Vezni        | Sam Morsy           | 10. rujna 1991.     | Wigan Athletic       |
| 6         | Branič       | Ahmed Hegazi        | 25. rujna 1991.     | West Bromwich Albion |
| 7         | Branič       | Ahmed Fathy         | 10. studenog 1984.  | Al-Ahly              |
| 8         | Vezni        | Tarek Hamed         | 24. listopada 1988. | Zamalek              |
| 9         | Napadač      | Marwan Mohsen       | 26. veljače 1989.   | Al-Ahly              |
| 10        | Napadač      | Mohamed Salah       | 15. lipnja 1992.    | Liverpool            |
| 11        | Napadač      | Kahraba             | 13. travnja 1994.   | Ittihad              |
| 12        | Branič       | Ayman Ashraf        | 9. travnja 1991.    | Al-Ahly              |
| 13        | Branič       | Mohamed Abdel-Shafy | 1. srpnja 1985.     | Al-Fateh             |
| 14        | Napadač      | Ramadan Sobhi       | 23. siječnja 1997.  | Stoke City           |
| 15        | Branič       | Mahmoud Hamdy       | 1. lipnja 1995.     | Zamalek              |
| 16        | Vratar       | Sherif Ekramy       | 10. srpnja 1983.    | Al-Ahly              |
| 17        | Vezni        | Mohamed Elneny      | 11. srpnja 1992.    | Arsenal              |
| 18        | Napadač      | Shikabala           | 5. ožujka 1986.     | Al-Raed              |
| 19        | Vezni        | Abdallah Said       | 13. srpnja 1985.    | KuPS                 |
| 20        | Branič       | Saad Samir          | 1. travnja 1989.    | Al-Ahly              |
| 21        | Vezni        | Trézéguet           | 1. listopada 1994.  | Kasımpaşa            |
| 22        | Napadač      | Amr Warda           | 17. rujna 1993.     | Atromitos            |
| 23        | Vratar       | Mohamed El-Shenawy  | 18. prosinca 1988.  | Al-Ahly              |
| Izbornik: | Héctor Cúper |                     |                     |                      |

### Rusija
| #         | Pozicija           | Ime                | Datum rođenja       | Klub                  |
| --------- | ------------------ | ------------------ | ------------------- | --------------------- |
| 1         | Vratar             | Igor Akinfejev     | 8. travnja 1986.    | CSKA Moskva           |
| 2         | Branič             | Mário Fernandes    | 19. rujna 1990.     | CSKA Moskva           |
| 3         | Branič             | Ilja Kutepov       | 29. srpnja 1993.    | Spartak Moskva        |
| 4         | Branič             | Sergej Ignaševič   | 14. srpnja 1979.    | CSKA Moskva           |
| 5         | Branič             | Andrej Semjonov    | 24. ožujka 1989.    | Akhmat Grozni         |
| 6         | Vezni              | Denis Čerišev      | 26. prosinca 1990.  | Villarreal            |
| 7         | Vezni              | Daler Kuzjajev     | 15. siječnja 1993.  | Zenit Sankt Peterburg |
| 8         | Vezni              | Jurij Gazinski     | 20. srpnja 1989.    | Krasnodar             |
| 9         | Vezni              | Alan Dzagojev      | 17. lipnja 1990.    | CSKA Moskva           |
| 10        | Napadač            | Fjodor Smolov      | 9. veljače 1990.    | Krasnodar             |
| 11        | Vezni              | Roman Zobnin       | 11. veljače 1994.   | Spartak Moskva        |
| 12        | Vratar             | Andrej Lunjov      | 13. studenog 1991.  | Zenit Sankt Peterburg |
| 13        | Branič             | Fjodor Kudrjašov   | 5. travnja 1987.    | Rubin Kazan           |
| 14        | Branič             | Vladimir Granat    | 22. svibnja 1987.   | Rubin Kazan           |
| 15        | Vezni              | Aleksej Miračak    | 17. listopada 1995. | Lokomotiv Moskva      |
| 16        | Vezni              | Anton Mirančuk     | 17. listopada 1995. | Lokomotiv Moskva      |
| 17        | Vezni              | Aleksandar Golovin | 30. svibnja 1996.   | CSKA Moskva           |
| 18        | Vezni              | Jurij Žirkov       | 20. kolovoza 1983.  | Zenit Sankt Peterburg |
| 19        | Vezni              | Aleksandar Samedov | 19. srpnja 1984.    | Spartak Moskva        |
| 20        | Vratar             | Vladimir Gabulov   | 19. listopada 1983. | Club Brugge           |
| 21        | Vezni              | Aleksandar Jerohin | 13. listopada 1989. | Zenit Sankt Peterburg |
| 22        | Napadač            | Artem Dzjuba       | 22. kolovoza 1988.  | Arsenal Tula          |
| 23        | Branič             | Igor Smolnikov     | 8. kolovoza 1988.   | Zenit Sankt Peterburg |
| Izbornik: | Stanislav Čerčesov |                    |                     |                       |

- Na prvotnom popisu nalazio se branič Ruslan Kambolov, no budući da se ozlijedio, izbornik Čerčesov je naknadno pozvao Sergeja Ignaševiča[1]

### Saudijska Arabija
| #         | Pozicija           | Ime                   | Datum rođenja       | Klub       |
| --------- | ------------------ | --------------------- | ------------------- | ---------- |
| 1         | Vratar             | Abdullah Al-Mayouf    | 23. siječnja 1987.  | Al-Hilal   |
| 2         | Branič             | Mansoor Al-Harbi      | 19. listopada 1987. | Al-Ahli    |
| 3         | Branič             | Osama Hawsawi         | 31. ožujka 1984.    | Al-Hilal   |
| 4         | Branič             | Ali Al-Bulaihi        | 21. studenog 1989.  | Al-Hilal   |
| 5         | Branič             | Omar Hawsawi          | 27. rujna 1985.     | Al-Nassr   |
| 6         | Branič             | Mohammed Al-Breik     | 15. rujna 1992.     | Al-Hilal   |
| 7         | Vezni              | Salman Al-Faraj       | 1. kolovoza 1989.   | Al-Hilal   |
| 8         | Vezni              | Yahya Al-Shehri       | 26. lipnja 1990.    | Leganés    |
| 9         | Vezni              | Hattan Bahebri        | 12. srpnja 1992.    | Al-Shabab  |
| 10        | Napadač            | Mohammad Al-Sahlawi   | 10. siječnja 1987.  | Al-Nassr   |
| 11        | Vezni              | Abdulmalek Al-Khaibri | 13. ožujka 1986.    | Al-Hilal   |
| 12        | Vezni              | Mohamed Kanno         | 22. rujna 1994.     | Al-Hilal   |
| 13        | Branič             | Yasser Al-Shahrani    | 25. svibnja 1992.   | Al-Hilal   |
| 14        | Vezni              | Abdullah Otayf        | 3. kolovoza 1992.   | Al-Hilal   |
| 15        | Vezni              | Abdullah Al-Khaibari  | 16. kolovoza 1996.  | Al-Shabab  |
| 16        | Vezni              | Housain Al-Mogahwi    | 24. ožujka 1988.    | Al-Ahli    |
| 17        | Vezni              | Taisir Al-Jassim      | 25. srpnja 1984.    | Al-Ahli    |
| 18        | Vezni              | Salem Al-Dawsari      | 19. kolovoza 1991.  | Villarreal |
| 19        | Napadač            | Fahad Al-Muwallad     | 14. rujna 1994.     | Levante    |
| 20        | Napadač            | Muhannad Assiri       | 14. listopada 1986. | Al-Ahli    |
| 21        | Vratar             | Yasser Al-Mosailem    | 27. veljače 1984.   | Al-Ahli    |
| 22        | Vratar             | Mohammed Al-Owais     | 10. listopada 1991. | Al-Ahli    |
| 23        | Branič             | Motaz Hawsawi         | 17. veljače 1992.   | Al-Ahli    |
| Izbornik: | Juan Antonio Pizzi |                       |                     |            |

### Urugvaj
| #         | Pozicija      | Ime                    | Datum rođenja       | Klub             |
| --------- | ------------- | ---------------------- | ------------------- | ---------------- |
| 1         | Vratar        | Fernando Muslera       | 16. lipnja 1986.    | Galatasaray      |
| 2         | Branič        | José Giménez           | 20. siječnja 1995.  | Atlético Madrid  |
| 3         | Branič        | Diego Godín            | 16. veljače 1986.   | Atlético Madrid  |
| 4         | Branič        | Guillermo Varela       | 24. ožujka 1993.    | Peñarol          |
| 5         | Vezni         | Carlos Sánchez         | 2. prosinca 1984.   | Monterrey        |
| 6         | Vezni         | Rodrigo Bentancur      | 25. lipnja 1997.    | Juventus         |
| 7         | Vezni         | Cristian Rodríguez     | 30. rujna 1985.     | Peñarol          |
| 8         | Vezni         | Nahitan Nández         | 28. prosinca 1995.  | Boca Juniors     |
| 9         | Napadač       | Luis Suárez            | 24. siječnja 1987.  | FC Barcelona     |
| 10        | Napadač       | Giorgian De Arrascaeta | 1. lipnja 1994.     | Cruzeiro         |
| 11        | Napadač       | Cristhian Stuani       | 12. listopada 1986. | Girona           |
| 12        | Vratar        | Martín Campaña         | 29. svibnja 1989.   | Independiente    |
| 13        | Branič        | Gastón Silva           | 5. ožujka 1994.     | Independiente    |
| 14        | Vezni         | Lucas Torreira         | 11. veljače 1996.   | Sampdoria        |
| 15        | Vezni         | Matías Vecino          | 24. kolovoza 1991.  | Inter Milan      |
| 16        | Branič        | Maxi Pereira           | 8. lipnja 1984.     | Porto            |
| 17        | Vezni         | Diego Laxalt           | 7. veljače 1993.    | Genoa            |
| 18        | Napadač       | Maxi Gómez             | 14. kolovoza 1996.  | Celta Vigo       |
| 19        | Branič        | Sebastián Coates       | 7. listopada 1990.  | Sporting Lisabon |
| 20        | Napadač       | Jonathan Urretaviscaya | 19. ožujka 1990.    | Monterrey        |
| 21        | Napadač       | Edinson Cavani         | 14. veljače 1987.   | PSG              |
| 22        | Branič        | Martín Cáceres         | 7. travnja 1987.    | Lazio            |
| 23        | Vratar        | Martín Silva           | 25. ožujka 1983.    | Vasco da Gama    |
| Izbornik: | Óscar Tabárez |                        |                     |                  |

## Skupina B

### Iran
| #         | Pozicija       | Ime                      | Datum rođenja      | Klub              |
| --------- | -------------- | ------------------------ | ------------------ | ----------------- |
| 1         | Vratar         | Alireza Beiranvand       | 21. rujna 1992.    | Persepolis        |
| 2         | Vezni          | Mehdi Torabi             | 10. rujna 1994.    | Saipa             |
| 3         | Branič         | Ehsan Hajsafi            | 25. veljače 1990.  | Olympiacos        |
| 4         | Branič         | Rouzbeh Cheshmi          | 24. srpnja 1993.   | Esteglal          |
| 5         | Branič         | Milad Mohammadi          | 29. rujna 1993.    | Ahmat Grozni      |
| 6         | Vezni          | Saeid Ezatolahi          | 1. listopada 1996. | Amkar Perm        |
| 7         | Vezni          | Masoud Shojaei           | 9. lipnja 1984.    | AEK Atena         |
| 8         | Branič         | Morteza Pouraliganji     | 19. travnja 1992.  | Al-Sadd           |
| 9         | Vezni          | Omid Ebrahimi            | 16. rujna 1987.    | Esteglal          |
| 10        | Napadač        | Karim Ansarifard         | 3. travnja 1990.   | Olympiacos        |
| 11        | Vezni          | Vahid Amiri              | 2. travnja 1988.   | Persepolis        |
| 12        | Vratar         | Mohammad Rashid Mazaheri | 18. svibnja 1989.  | Zob Ahan          |
| 13        | Branič         | Mohammad Reza Khanzadeh  | 11. svibnja 1991.  | Padideh           |
| 14        | Napadač        | Saman Ghoddos            | 6. rujna 1993.     | Östersund         |
| 15        | Branič         | Pejman Montazeri         | 6. rujna 1983.     | Esteglal          |
| 16        | Napadač        | Reza Ghoochannejhad      | 20. rujna 1987.    | Heerenveen        |
| 17        | Napadač        | Mehdi Taremi             | 18. srpnja 1992.   | Al-Gharrafa       |
| 18        | Napadač        | Alireza Jahanbakhsh      | 11. kolovoza 1993. | AZ Alkmaar        |
| 19        | Branič         | Majid Hosseini           | 20. lipnja 1996.   | Esteglal          |
| 20        | Napadač        | Sardar Azmoun            | 1. siječnja 1995.  | Rubin Kazan       |
| 21        | Napadač        | Ashkan Dejagah           | 5. srpnja 1986.    | Nottingham Forest |
| 22        | Vratar         | Amir Abedzadeh           | 26. travnja 1993.  | Marítimo          |
| 23        | Branič         | Ramin Rezaeian           | 21. ožujka 1990.   | Oostende          |
| Izbornik: | Carlos Queiroz |                          |                    |                   |

### Maroko
| #         | Pozicija     | Ime                   | Datum rođenja       | Klub                |
| --------- | ------------ | --------------------- | ------------------- | ------------------- |
| 1         | Vratar       | Yassine Bounou        | 5. travnja 1991.    | Girona              |
| 2         | Branič       | Achraf Hakimi         | 4. studenog 1998.   | Real Madrid         |
| 3         | Branič       | Hamza Mendyl          | 21. listopada 1997. | Lille               |
| 4         | Branič       | Manuel da Costa       | 6. svibnja 1986.    | İstanbul Başakşehir |
| 5         | Branič       | Medhi Benatia         | 17. travnja 1987.   | Juventus            |
| 6         | Branič       | Romain Saïss          | 26. ožujka 1990.    | Wolverhampton       |
| 7         | Vezni        | Hakim Ziyech          | 19. ožujka 1993.    | Ajax Amsterdam      |
| 8         | Vezni        | Karim El Ahmadi       | 27. siječnja 1985.  | Feyenoord Rotterdam |
| 9         | Napadač      | Ayoub El Kaabi        | 25. lipnja 1993.    | RS Berkane          |
| 10        | Vezni        | Younès Belhanda       | 25. veljače 1990.   | Galatasaray         |
| 11        | Vezni        | Fayçal Fajr           | 1. kolovoza 1988.   | Getafe              |
| 12        | Vratar       | Munir Mohamedi        | 10. svibnja 1989.   | Numancia            |
| 13        | Napadač      | Khalid Boutaïb        | 24. travnja 1987.   | Yeni Malatyaspor    |
| 14        | Vezni        | Mbark Boussoufa       | 15. kolovoza 1984.  | Al-Jazira           |
| 15        | Vezni        | Youssef Aït Bennasser | 7. srpnja 1996.     | Caen                |
| 16        | Vezni        | Nordin Amrabat        | 31. ožujka 1987.    | Leganés             |
| 17        | Branič       | Nabil Dirar           | 25. veljače 1986.   | Fenerbahçe          |
| 18        | Vezni        | Amine Harit           | 18. lipnja 1997.    | Schalke 04          |
| 19        | Napadač      | Youssef En-Nesyri     | 1. lipnja 1997.     | Málaga              |
| 20        | Napadač      | Aziz Bouhaddouz       | 30. ožujka 1987.    | St. Pauli           |
| 21        | Vezni        | Sofyan Amrabat        | 21. kolovoza 1996.  | Feyenoord Rotterdam |
| 22        | Vratar       | Ahmed Reda Tagnaouti  | 5. travnja 1996.    | IR Tanger           |
| 23        | Vezni        | Mehdi Carcela         | 1. srpnja 1989.     | Standard Liège      |
| Izbornik: | Hervé Renard |                       |                     |                     |

### Portugal
| #         | Pozicija        | Ime               | Datum rođenja      | Klub              |
| --------- | --------------- | ----------------- | ------------------ | ----------------- |
| 1         | Vratar          | Rui Patrício      | 15. veljače 1988.  | Sporting Lisabon  |
| 2         | Branič          | Bruno Alves       | 27. studenog 1981. | Glasgow Rangers   |
| 3         | Branič          | Pepe              | 26. veljače 1983.  | Beşiktaş          |
| 4         | Vezni           | Manuel Fernandes  | 5. veljače 1986.   | Lokomotiv Moskva  |
| 5         | Branič          | Raphaël Guerreiro | 22. prosinca 1993. | Borussia Dortmund |
| 6         | Branič          | José Fonte        | 22. prosinca 1983. | Dalian Yifang     |
| 7         | Napadač         | Cristiano Ronaldo | 5. veljače 1985.   | Real Madrid       |
| 8         | Vezni           | João Moutinho     | 8. rujna 1986.     | AS Monaco         |
| 9         | Napadač         | André Silva       | 6. studenog 1995.  | AC Milan          |
| 10        | Vezni           | João Mário        | 19. siječnja 1993. | West Ham United   |
| 11        | Vezni           | Bernardo Silva    | 10. kolovoza 1994. | Manchester City   |
| 12        | Vratar          | Anthony Lopes     | 1. listopada 1990. | Olympique Lyon    |
| 13        | Branič          | Rúben Dias        | 14. svibnja 1997.  | Benfica           |
| 14        | Vezni           | William Carvalho  | 7. travnja 1992.   | Sporting Lisabon  |
| 15        | Branič          | Ricardo Pereira   | 6. listopada 1993. | Porto             |
| 16        | Vezni           | Bruno Fernandes   | 8. rujna 1994.     | Sporting Lisabon  |
| 17        | Napadač         | Gonçalo Guedes    | 29. studenog 1996. | Valencia          |
| 18        | Napadač         | Gelson Martins    | 11. svibnja 1995.  | Sporting Lisabon  |
| 19        | Branič          | Mário Rui         | 27. svibnja 1991.  | Napoli            |
| 20        | Napadač         | Ricardo Quaresma  | 26. rujna 1983.    | Beşiktaş          |
| 21        | Branič          | Cédric            | 31. kolovoza 1991. | Southampton       |
| 22        | Vratar          | Beto              | 1. svibnja 1982.   | Göztepe           |
| 23        | Vezni           | Adrien Silva      | 15. ožujka 1989.   | Leicester City    |
| Izbornik: | Fernando Santos |                   |                    |                   |

### Španjolska
| #         | Pozicija        | Ime               | Datum rođenja      | Klub              |
| --------- | --------------- | ----------------- | ------------------ | ----------------- |
| 1         | Vratar          | David de Gea      | 7. studenog 1990.  | Manchester United |
| 2         | Branič          | Dani Carvajal     | 11. siječnja 1992. | Real Madrid       |
| 3         | Branič          | Gerard Piqué      | 2. veljače 1987.   | FC Barcelona      |
| 4         | Branič          | Nacho             | 18. siječnja 1990. | Real Madrid       |
| 5         | Vezni           | Sergio Busquets   | 16. srpnja 1988.   | FC Barcelona      |
| 6         | Vezni           | Andrés Iniesta    | 11. svibnja 1984.  | FC Barcelona      |
| 7         | Vezni           | Saúl              | 21. studenog 1994. | Atlético Madrid   |
| 8         | Vezni           | Koke              | 8. siječnja 1992.  | Atlético Madrid   |
| 9         | Napadač         | Rodrigo           | 6. ožujka 1991.    | Valencia          |
| 10        | Vezni           | Thiago            | 11. travnja 1991.  | Bayern München    |
| 11        | Napadač         | Lucas Vázquez     | 1. srpnja 1991.    | Real Madrid       |
| 12        | Branič          | Álvaro Odriozola  | 14. prosinca 1995. | Real Sociedad     |
| 13        | Vratar          | Kepa Arrizabalaga | 3. listopada 1994. | Athletic Bilbao   |
| 14        | Branič          | César Azpilicueta | 28. kolovoza 1989. | Chelsea           |
| 15        | Branič          | Sergio Ramos      | 30. ožujka 1986.   | Real Madrid       |
| 16        | Branič          | Nacho Monreal     | 26. veljače 1986.  | Arsenal           |
| 17        | Napadač         | Iago Aspas        | 1. kolovoza 1987.  | Celta Vigo        |
| 18        | Branič          | Jordi Alba        | 21. ožujka 1989.   | FC Barcelona      |
| 19        | Napadač         | Diego Costa       | 7. listopada 1988. | Atlético Madrid   |
| 20        | Vezni           | Marco Asensio     | 21. siječnja 1996. | Real Madrid       |
| 21        | Napadač         | David Silva       | 8. siječnja 1986.  | Manchester City   |
| 22        | Vezni           | Isco              | 21. travnja 1992.  | Real Madrid       |
| 23        | Vratar          | Pepe Reina        | 31. kolovoza 1982. | Napoli            |
| Izbornik: | Fernando Hierro |                   |                    |                   |

- Uoči samog početka Mundijala, smijenjen je dotadašnji izbornik Julen Lopetegui a umjesto njega je postavljen Fernando Hierro.[2] Razlog tog poteza španjolskog nogometnog saveza je informacija da je Lopetegui već ranije potpisao ugovor s madridskim Realom.[3]

## Skupina C

### Australija
| #         | Pozicija         | Ime              | Datum rođenja      | Klub                     |
| --------- | ---------------- | ---------------- | ------------------ | ------------------------ |
| 1         | Vratar           | Mathew Ryan      | 8. travnja 1992.   | Brighton & Hove Albion   |
| 2         | Branič           | Miloš Degenek    | 28. travnja 1994.  | Yokohama F. Marinos      |
| 3         | Branič           | James Meredith   | 5. travnja 1988.   | Millwall                 |
| 4         | Napadač          | Tim Cahill       | 6. prosinca 1979.  | Millwall                 |
| 5         | Branič           | Mark Milligan    | 4. kolovoza 1985.  | Al-Ahli                  |
| 6         | Branič           | Matthew Jurman   | 8. prosinca 1989.  | Suwon Samsung Bluewings  |
| 7         | Napadač          | Mathew Leckie    | 4. veljače 1991.   | Hertha Berlin            |
| 8         | Vezni            | Massimo Luongo   | 25. rujna 1992.    | Queens Park Rangers      |
| 9         | Napadač          | Tomi Jurić       | 22. srpnja 1991.   | Luzern                   |
| 10        | Napadač          | Robbie Kruse     | 5. listopada 1988. | Bochum                   |
| 11        | Napadač          | Andrew Nabbout   | 17. prosinca 1992. | Urawa Red Diamonds       |
| 12        | Vratar           | Brad Jones       | 19. ožujka 1982.   | Feyenoord Rotterdam      |
| 13        | Vezni            | Aaron Mooy       | 15. rujna 1990.    | Huddersfield Town        |
| 14        | Napadač          | Jamie Maclaren   | 29. srpnja 1993.   | Hibernian                |
| 15        | Vezni            | Mile Jedinak     | 3. kolovoza 1984.  | Aston Villa              |
| 16        | Branič           | Aziz Behich      | 16. prosinca 1990. | Bursaspor                |
| 17        | Napadač          | Daniel Arzani    | 4. siječnja 1999.  | Melbourne City           |
| 18        | Vratar           | Danny Vuković    | 27. ožujka 1985.   | Genk                     |
| 19        | Branič           | Josh Risdon      | 27. srpnja 1992.   | Western Sydney Wanderers |
| 20        | Branič           | Trent Sainsbury  | 5. siječnja 1992.  | Grasshoppers             |
| 21        | Napadač          | Dimitri Petratos | 10. studenog 1992. | Newcastle Jets           |
| 22        | Vezni            | Jackson Irvine   | 7. ožujka 1993.    | Hull City                |
| 23        | Vezni            | Tom Rogić        | 16. prosinca 1992. | Celtic                   |
| Izbornik: | Bert van Marwijk |                  |                    |                          |

### Danska
| #         | Pozicija    | Ime                 | Datum rođenja      | Klub                     |
| --------- | ----------- | ------------------- | ------------------ | ------------------------ |
| 1         | Vratar      | Kasper Schmeichel   | 5. studenog 1986.  | Leicester City           |
| 2         | Vezni       | Michael Krohn-Dehli | 6. lipnja 1983.    | Deportivo La Coruña      |
| 3         | Branič      | Jannik Vestergaard  | 3. kolovoza 1992.  | Borussia Mönchengladbach |
| 4         | Branič      | Simon Kjær          | 26. ožujka 1989.   | Sevilla                  |
| 5         | Branič      | Jonas Knudsen       | 16. rujna 1992.    | Ipswich Town             |
| 6         | Branič      | Andreas Christensen | 10. travnja 1996.  | Chelsea                  |
| 7         | Vezni       | William Kvist       | 24. veljače 1985.  | F.C. København           |
| 8         | Vezni       | Thomas Delaney      | 3. rujna 1991.     | Werder Bremen            |
| 9         | Napadač     | Nicolai Jørgensen   | 15. siječnja 1991. | Feyenoord Rotterdam      |
| 10        | Vezni       | Christian Eriksen   | 14. veljače 1992.  | Tottenham Hotspur        |
| 11        | Napadač     | Martin Braithwaite  | 5. lipnja 1991.    | Girondins Bordeaux       |
| 12        | Napadač     | Kasper Dolberg      | 6. listopada 1997. | Ajax Amsterdam           |
| 13        | Branič      | Mathias Jørgensen   | 23. travnja 1990.  | Huddersfield Town        |
| 14        | Branič      | Henrik Dalsgaard    | 27. srpnja 1989.   | Brentford                |
| 15        | Napadač     | Viktor Fischer      | 9. lipnja 1994.    | F.C. København           |
| 16        | Vratar      | Jonas Lössl         | 1. veljače 1989.   | Huddersfield Town        |
| 17        | Branič      | Jens Stryger Larsen | 21. veljače 1991.  | Udinese                  |
| 18        | Vezni       | Lukas Lerager       | 12. srpnja 1993.   | Girondins Bordeaux       |
| 19        | Vezni       | Lasse Schöne        | 27. svibnja 1986.  | Ajax Amsterdam           |
| 20        | Napadač     | Yussuf Poulsen      | 15. lipnja 1994.   | Leipzig                  |
| 21        | Napadač     | Andreas Cornelius   | 16. ožujka 1993.   | Atalanta Bergamo         |
| 22        | Vratar      | Frederik Rønnow     | 4. kolovoza 1992.  | Brøndby                  |
| 23        | Napadač     | Pione Sisto         | 4. veljače 1995.   | Celta Vigo               |
| Izbornik: | Åge Hareide |                     |                    |                          |

### Francuska
| #         | Pozicija         | Ime               | Datum rođenja      | Klub                |
| --------- | ---------------- | ----------------- | ------------------ | ------------------- |
| 1         | Vratar           | Hugo Lloris       | 26. prosinca 1986. | Tottenham Hotspur   |
| 2         | Branič           | Benjamin Pavard   | 28. ožujka 1996.   | VfB Stuttgart       |
| 3         | Branič           | Presnel Kimpembe  | 13. kolovoza 1995. | PSG                 |
| 4         | Branič           | Raphaël Varane    | 25. travnja 1993.  | Real Madrid         |
| 5         | Branič           | Samuel Umtiti     | 14. studenog 1993. | FC Barcelona        |
| 6         | Vezni            | Paul Pogba        | 15. ožujka 1993.   | Manchester United   |
| 7         | Napadač          | Antoine Griezmann | 21. ožujka 1991.   | Atlético Madrid     |
| 8         | Napadač          | Thomas Lemar      | 12. studenog 1995. | AS Monaco           |
| 9         | Napadač          | Olivier Giroud    | 30. rujna 1986.    | Chelsea             |
| 10        | Napadač          | Kylian Mbappé     | 20. prosinca 1998. | PSG                 |
| 11        | Napadač          | Ousmane Dembélé   | 15. svibnja 1997.  | FC Barcelona        |
| 12        | Vezni            | Corentin Tolisso  | 3. kolovoza 1994.  | Bayern München      |
| 13        | Vezni            | N'Golo Kanté      | 29. ožujka 1991.   | Chelsea             |
| 14        | Vezni            | Blaise Matuidi    | 9. travnja 1987.   | Juventus            |
| 15        | Vezni            | Steven Nzonzi     | 15. prosinca 1988. | Sevilla             |
| 16        | Vratar           | Steve Mandanda    | 28. ožujka 1985.   | Olympique Marseille |
| 17        | Branič           | Adil Rami         | 27. prosinca 1985. | Olympique Marseille |
| 18        | Napadač          | Nabil Fekir       | 18. srpnja 1993.   | Olympique Lyon      |
| 19        | Branič           | Djibril Sidibé    | 29. srpnja 1992.   | AS Monaco           |
| 20        | Napadač          | Florian Thauvin   | 26. siječnja 1993. | Olympique Marseille |
| 21        | Branič           | Lucas Hernandez   | 14. veljače 1996.  | Atlético Madrid     |
| 22        | Branič           | Benjamin Mendy    | 17. srpnja 1994.   | Manchester City     |
| 23        | Vratar           | Alphonse Areola   | 27. veljače 1993.  | PSG                 |
| Izbornik: | Didier Deschamps |                   |                    |                     |

### Peru
| #         | Pozicija       | Ime                 | Datum rođenja       | Klub                      |
| --------- | -------------- | ------------------- | ------------------- | ------------------------- |
| 1         | Vratar         | Pedro Gallese       | 23. veljače 1990.   | Veracruz                  |
| 2         | Branič         | Alberto Rodríguez   | 31. ožujka 1984.    | Atlético Junior           |
| 3         | Branič         | Aldo Corzo          | 20. svibnja 1989.   | Universitario de Deportes |
| 4         | Branič         | Anderson Santamaría | 10. siječnja 1992.  | Puebla                    |
| 5         | Branič         | Miguel Araujo       | 24. listopada 1994. | Alianza Lima              |
| 6         | Branič         | Miguel Trauco       | 25. kolovoza 1992.  | Flamengo                  |
| 7         | Vezni          | Paolo Hurtado       | 27. srpnja 1990.    | Vitória Guimarães         |
| 8         | Vezni          | Christian Cueva     | 23. studenog 1991.  | São Paulo                 |
| 9         | Napadač        | Paolo Guerrero      | 1. siječnja 1984.   | Flamengo                  |
| 10        | Napadač        | Jefferson Farfán    | 26. listopada 1984. | Lokomotiv Moskva          |
| 11        | Napadač        | Raúl Ruidíaz        | 25. srpnja 1990.    | Monarcas Morelia          |
| 12        | Vratar         | Carlos Cáceda       | 27. rujna 1991.     | Deportivo Municipal       |
| 13        | Vezni          | Renato Tapia        | 28. srpnja 1995.    | Feyenoord Rotterdam       |
| 14        | Vezni          | Andy Polo           | 29. rujna 1994.     | Portland Timbers          |
| 15        | Branič         | Christian Ramos     | 4. studenog 1988.   | Veracruz                  |
| 16        | Vezni          | Wilder Cartagena    | 23. rujna 1994.     | Veracruz                  |
| 17        | Branič         | Luis Advíncula      | 2. ožujka 1990.     | Lobos BUAP                |
| 18        | Napadač        | André Carrillo      | 14. lipnja 1991.    | Watford                   |
| 19        | Vezni          | Yoshimar Yotún      | 7. travnja 1990.    | Orlando City              |
| 20        | Napadač        | Edison Flores       | 14. svibnja 1994.   | Aalborg                   |
| 21        | Vratar         | José Carvallo       | 1. ožujka 1986.     | UTC                       |
| 22        | Branič         | Nilson Loyola       | 26. listopada 1994. | Melgar                    |
| 23        | Vezni          | Pedro Aquino        | 13. travnja 1995.   | Lobos BUAP                |
| Izbornik: | Ricardo Gareca |                     |                     |                           |

## Skupina D

### Argentina
| #         | Pozicija       | Ime                | Datum rođenja       | Klub                |
| --------- | -------------- | ------------------ | ------------------- | ------------------- |
| 1         | Vratar         | Nahuel Guzmán      | 10. veljače 1986.   | Tigres              |
| 2         | Branič         | Gabriel Mercado    | 18. ožujka 1987.    | Sevilla             |
| 3         | Branič         | Nicolás Tagliafico | 31. kolovoza 1992.  | Ajax Amsterdam      |
| 4         | Branič         | Cristian Ansaldi   | 20. rujna 1986.     | Torino              |
| 5         | Vezni          | Lucas Biglia       | 30. rujna 1986.     | AC Milan            |
| 6         | Branič         | Federico Fazio     | 17. ožujka 1987.    | AS Roma             |
| 7         | Vezni          | Éver Banega        | 29. lipnja 1988.    | Sevilla             |
| 8         | Branič         | Marcos Acuña       | 28. listopada 1991. | Sporting Lisabon    |
| 9         | Napadač        | Gonzalo Higuaín    | 10. prosinca 1987.  | Juventus            |
| 10        | Napadač        | Lionel Messi       | 24. lipnja 1987.    | FC Barcelona        |
| 11        | Vezni          | Ángel Di María     | 14. veljače 1988.   | PSG                 |
| 12        | Vratar         | Franco Armani      | 16. listopada 1986. | River Plate         |
| 13        | Vezni          | Maximiliano Meza   | 15. prosinca 1992.  | Independiente       |
| 14        | Branič         | Javier Mascherano  | 8. lipnja 1984.     | Hebei China Fortune |
| 15        | Vezni          | Enzo Pérez         | 22. veljače 1986.   | River Plate         |
| 16        | Branič         | Marcos Rojo        | 20. ožujka 1990.    | Manchester United   |
| 17        | Branič         | Nicolás Otamendi   | 12. veljače 1988.   | Manchester City     |
| 18        | Branič         | Eduardo Salvio     | 13. srpnja 1990.    | Benfica             |
| 19        | Napadač        | Sergio Agüero      | 2. lipnja 1988.     | Manchester City     |
| 20        | Vezni          | Giovani Lo Celso   | 9. travnja 1996.    | PSG                 |
| 21        | Napadač        | Paulo Dybala       | 15. studenog 1993.  | Juventus            |
| 22        | Vezni          | Cristian Pavón     | 21. siječnja 1996.  | Boca Juniors        |
| 23        | Vratar         | Willy Caballero    | 28. rujna 1981.     | Chelsea             |
| Izbornik: | Jorge Sampaoli |                    |                     |                     |

- Na prvotnom popisu nalazili su se vratar Sergio Romero i veznjak Manuel Lanzini no obojica su se ozljedili tako da su ih u naknadnom rosteru zamijenili Nahuel Guzmán[4] i Enzo Pérez.[5]

### Hrvatska
| #         | Pozicija     | Ime               | Datum rođenja       | Klub                |
| --------- | ------------ | ----------------- | ------------------- | ------------------- |
| 1         | Vratar       | Dominik Livaković | 9. siječnja 1995.   | Dinamo Zagreb       |
| 2         | Branič       | Šime Vrsaljko     | 10. siječnja 1992.  | Atlético Madrid     |
| 3         | Branič       | Ivan Strinić      | 17. srpnja 1987.    | Sampdoria           |
| 4         | Napadač      | Ivan Perišić      | 2. veljače 1989.    | Inter Milan         |
| 5         | Branič       | Vedran Ćorluka    | 5. veljače 1986.    | Lokomotiv Moskva    |
| 6         | Branič       | Dejan Lovren      | 5. srpnja 1989.     | Liverpool           |
| 7         | Vezni        | Ivan Rakitić      | 10. ožujka 1988.    | FC Barcelona        |
| 8         | Vezni        | Mateo Kovačić     | 6. svibnja 1994.    | Real Madrid         |
| 9         | Napadač      | Andrej Kramarić   | 19. lipnja 1991.    | Hoffenheim          |
| 10        | Vezni        | Luka Modrić       | 9. rujna 1985.      | Real Madrid         |
| 11        | Vezni        | Marcelo Brozović  | 16. studenog 1992.  | Inter Milan         |
| 12        | Vratar       | Lovre Kalinić     | 3. travnja 1990.    | Gent                |
| 13        | Branič       | Tin Jedvaj        | 28. studenog 1995.  | Bayer Leverkusen    |
| 14        | Vezni        | Filip Bradarić    | 11. siječnja 1992.  | Rijeka              |
| 15        | Branič       | Duje Ćaleta-Car   | 17. rujna 1996.     | Red Bull Salzburg   |
| 16        | Napadač      | Nikola Kalinić    | 5. siječnja 1988.   | AC Milan            |
| 17        | Napadač      | Mario Mandžukić   | 21. svibnja 1986.   | Juventus            |
| 18        | Napadač      | Ante Rebić        | 21. rujna 1993.     | Eintracht Frankfurt |
| 19        | Vezni        | Milan Badelj      | 25. veljače 1989.   | Fiorentina          |
| 20        | Napadač      | Marko Pjaca       | 6. svibnja 1995.    | Schalke 04          |
| 21        | Branič       | Domagoj Vida      | 29. travnja 1989.   | Beşiktaş            |
| 22        | Branič       | Josip Pivarić     | 30. siječnja 1989.  | Dinamo Kijev        |
| 23        | Vratar       | Danijel Subašić   | 27. listopada 1984. | AS Monaco           |
| Izbornik: | Zlatko Dalić |                   |                     |                     |

- Napadač Nikola Kalinić izbačen je iz reprezentacije nakon prve utakmice skupine protiv Nigerije jer je odbio ući u igru kao zamjena.[6][7]

### Island
| #         | Pozicija            | Ime                        | Datum rođenja       | Klub                 |
| --------- | ------------------- | -------------------------- | ------------------- | -------------------- |
| 1         | Vratar              | Hannes Þór Halldórsson     | 27. travnja 1984.   | Randers              |
| 2         | Branič              | Birkir Már Sævarsson       | 11. studenog 1984.  | Valur                |
| 3         | Vezni               | Samúel Friðjónsson         | 22. veljače 1996.   | Vålerenga            |
| 4         | Vezni               | Albert Guðmundsson         | 15. lipnja 1997.    | PSV Eindhoven        |
| 5         | Branič              | Sverrir Ingi Ingason       | 5. kolovoza 1993.   | Rostov Rosteljmaš    |
| 6         | Branič              | Ragnar Sigurðsson          | 19. lipnja 1986.    | Rostov Rosteljmaš    |
| 7         | Vezni               | Jóhann Berg Guðmundsson    | 27. listopada 1990. | Burnley              |
| 8         | Vezni               | Birkir Bjarnason           | 27. svibnja 1988.   | Aston Villa          |
| 9         | Napadač             | Björn Bergmann Sigurðarson | 26. veljače 1991.   | Rostov Rosteljmaš    |
| 10        | Vezni               | Gylfi Sigurðsson           | 8. rujna 1989.      | Everton              |
| 11        | Napadač             | Alfreð Finnbogason         | 1. veljače 1989.    | Augsburg             |
| 12        | Vratar              | Frederik Schram            | 19. siječnja 1995.  | Roskilde             |
| 13        | Vratar              | Rúnar Alex Rúnarsson       | 18. veljače 1995.   | Nordsjælland         |
| 14        | Branič              | Kári Árnason               | 13. listopada 1982. | Aberdeen             |
| 15        | Branič              | Hólmar Örn Eyjólfsson      | 6. kolovoza 1990.   | Levski Sofija        |
| 16        | Vezni               | Ólafur Ingi Skúlason       | 1. travnja 1983.    | Kardemir Karabükspor |
| 17        | Vezni               | Aron Gunnarsson            | 22. travnja 1989.   | Cardiff City         |
| 18        | Branič              | Hörður Björgvin Magnússon  | 11. veljače 1993.   | Bristol City         |
| 19        | Vezni               | Rúrik Gíslason             | 25. veljače 1988.   | SV Sandhausen        |
| 20        | Vezni               | Emil Hallfreðsson          | 29. lipnja 1984.    | Udinese              |
| 21        | Vezni               | Arnór Ingvi Traustason     | 30. travnja 1993.   | Malmö                |
| 22        | Napadač             | Jón Daði Böðvarsson        | 25. svibnja 1992.   | Reading              |
| 23        | Branič              | Ari Freyr Skúlason         | 14. svibnja 1987.   | Lokeren              |
| Izbornik: | Heimir Hallgrímsson |                            |                     |                      |

### Nigerija
| #         | Pozicija    | Ime                  | Datum rođenja       | Klub                |
| --------- | ----------- | -------------------- | ------------------- | ------------------- |
| 1         | Vratar      | Ikechukwu Ezenwa     | 16. listopada 1988. | Enyimba             |
| 2         | Branič      | Brian Idowu          | 18. svibnja 1992.   | Amkar Perm          |
| 3         | Branič      | Elderson Echiéjilé   | 20. siječnja 1988.  | Cercle Brugge       |
| 4         | Vezni       | Wilfred Ndidi        | 16. prosinca 1996.  | Leicester City      |
| 5         | Branič      | William Troost-Ekong | 1. rujna 1993.      | Bursaspor           |
| 6         | Branič      | Leon Balogun         | 28. lipnja 1988.    | Mainz               |
| 7         | Napadač     | Ahmed Musa           | 14. listopada 1992. | CSKA Moskva         |
| 8         | Vezni       | Oghenekaro Etebo     | 9. studenog 1995.   | Las Palmas          |
| 9         | Napadač     | Odion Ighalo         | 16. lipnja 1989.    | Changchun Yatai     |
| 10        | Vezni       | John Obi Mikel       | 22. travnja 1987.   | Tianjin TEDA        |
| 11        | Napadač     | Victor Moses         | 12. prosinca 1990.  | Chelsea             |
| 12        | Branič      | Shehu Abdullahi      | 12. ožujka 1993.    | Bursaspor           |
| 13        | Napadač     | Simeon Nwankwo       | 7. svibnja 1992.    | Crotone             |
| 14        | Napadač     | Kelechi Iheanacho    | 10. ožujka 1996.    | Leicester City      |
| 15        | Vezni       | Joel Obi             | 22. svibnja 1991.   | Torino              |
| 16        | Vratar      | Daniel Akpeyi        | 8. ožujka 1986.     | Chippa United       |
| 17        | Vezni       | Ogenyi Onazi         | 25. prosinca 1992.  | Trabzonspor         |
| 18        | Napadač     | Alex Iwobi           | 3. svibnja 1996.    | Arsenal             |
| 19        | Vezni       | John Ogu             | 20. travnja 1988.   | Hapoel Be'er Sheva  |
| 20        | Branič      | Chidozie Awaziem     | 1. siječnja 1997.   | Nantes              |
| 21        | Branič      | Tyronne Ebuehi       | 16. prosinca 1995.  | ADO Den Haag        |
| 22        | Branič      | Kenneth Omeruo       | 17. listopada 1993. | Kasımpaşa           |
| 23        | Vratar      | Francis Uzoho        | 28. listopada 1998. | Deportivo La Coruña |
| Izbornik: | Gernot Rohr |                      |                     |                     |

## Skupina E

### Brazil
| #         | Pozicija | Ime               | Datum rođenja      | Klub                 |
| --------- | -------- | ----------------- | ------------------ | -------------------- |
| 1         | Vratar   | Alisson           | 2. listopada 1992. | AS Roma              |
| 2         | Branič   | Thiago Silva      | 22. rujna 1984.    | PSG                  |
| 3         | Branič   | Miranda           | 7. rujna 1984.     | Inter Milan          |
| 4         | Branič   | Pedro Geromel     | 21. rujna 1985.    | Grêmio               |
| 5         | Vezni    | Casemiro          | 23. veljače 1992.  | Real Madrid          |
| 6         | Branič   | Filipe Luís       | 9. kolovoza 1985.  | Atlético Madrid      |
| 7         | Napadač  | Douglas Costa     | 14. rujna 1990.    | Juventus             |
| 8         | Vezni    | Renato Augusto    | 8. veljače 1988.   | Beijing Sinobo Guoan |
| 9         | Napadač  | Gabriel Jesus     | 3. travnja 1997.   | Manchester City      |
| 10        | Napadač  | Neymar            | 5. veljače 1992.   | PSG                  |
| 11        | Vezni    | Philippe Coutinho | 12. lipnja 1992.   | FC Barcelona         |
| 12        | Branič   | Marcelo           | 12. svibnja 1988.  | Real Madrid          |
| 13        | Branič   | Marquinhos        | 14. svibnja 1994.  | PSG                  |
| 14        | Branič   | Danilo            | 15. srpnja 1991.   | Manchester City      |
| 15        | Vezni    | Paulinho          | 25. srpnja 1988.   | FC Barcelona         |
| 16        | Vratar   | Cássio            | 6. lipnja 1987.    | Corinthians          |
| 17        | Vezni    | Fernandinho       | 4. svibnja 1985.   | Manchester City      |
| 18        | Vezni    | Fred              | 5. ožujka 1993.    | Šahtar Donjeck       |
| 19        | Vezni    | Willian           | 9. kolovoza 1988.  | Chelsea              |
| 20        | Napadač  | Roberto Firmino   | 2. listopada 1991. | Liverpool            |
| 21        | Napadač  | Taison            | 13. siječnja 1988. | Šahtar Donjeck       |
| 22        | Branič   | Fagner            | 11. lipnja 1989.   | Corinthians          |
| 23        | Vratar   | Ederson           | 17. kolovoza 1993. | Manchester City      |
| Izbornik: | Tite     |                   |                    |                      |

### Kostarika
| #         | Pozicija      | Ime                | Datum rođenja       | Klub                |
| --------- | ------------- | ------------------ | ------------------- | ------------------- |
| 1         | Vratar        | Keylor Navas       | 15. prosinca 1986.  | Real Madrid         |
| 2         | Branič        | Johnny Acosta      | 21. srpnja 1983.    | Rionegro Águilas    |
| 3         | Branič        | Giancarlo González | 8. veljače 1988.    | Bologna             |
| 4         | Branič        | Ian Smith          | 6. ožujka 1998.     | Norrköping          |
| 5         | Vezni         | Celso Borges       | 27. svibnja 1988.   | Deportivo La Coruña |
| 6         | Branič        | Óscar Duarte       | 3. lipnja 1989.     | Espanyol            |
| 7         | Vezni         | Christian Bolaños  | 17. svibnja 1984.   | Deportivo Saprissa  |
| 8         | Branič        | Bryan Oviedo       | 18. veljače 1990.   | Sunderland          |
| 9         | Vezni         | Daniel Colindres   | 10. siječnja 1985.  | Deportivo Saprissa  |
| 10        | Vezni         | Bryan Ruiz         | 18. kolovoza 1985.  | Sporting Lisabon    |
| 11        | Napadač       | Johan Venegas      | 27. studenog 1988.  | Deportivo Saprissa  |
| 12        | Napadač       | Joel Campbell      | 26. lipnja 1992.    | Betis Sevilla       |
| 13        | Vezni         | Rodney Wallace     | 17. lipnja 1988.    | New York City FC    |
| 14        | Vezni         | Randall Azofeifa   | 30. prosinca 1984.  | Herediano           |
| 15        | Branič        | Francisco Calvo    | 8. srpnja 1992.     | Minnesota United    |
| 16        | Branič        | Cristian Gamboa    | 24. listopada 1989. | Celtic              |
| 17        | Vezni         | Yeltsin Tejeda     | 17. ožujka 1992.    | Lausanne            |
| 18        | Vratar        | Patrick Pemberton  | 24. travnja 1982.   | Alajuelense         |
| 19        | Branič        | Kendall Waston     | 1. siječnja 1988.   | Vancouver Whitecaps |
| 20        | Vezni         | David Guzmán       | 18. veljače 1990.   | Portland Timbers    |
| 21        | Napadač       | Marco Ureña        | 5. ožujka 1990.     | Los Angeles FC      |
| 22        | Branič        | Kenner Gutiérrez   | 9. lipnja 1989.     | Alajuelense         |
| 23        | Vratar        | Leonel Moreira     | 2. travnja 1990.    | Herediano           |
| Izbornik: | Óscar Ramírez |                    |                     |                     |

- Na prvotnom popisu nalazio se branič Rónald Matarrita, no budući da se ozlijedio, izbornik Ramírez je naknadno pozvao Kennera Gutiérreza[8]

### Srbija
| #         | Pozicija        | Ime                     | Datum rođenja       | Klub                  |
| --------- | --------------- | ----------------------- | ------------------- | --------------------- |
| 1         | Vratar          | Vladimir Stojković      | 28. srpnja 1983.    | Partizan              |
| 2         | Branič          | Antonio Rukavina        | 26. siječnja 1984.  | Villarreal            |
| 3         | Branič          | Duško Tošić             | 19. siječnja 1985.  | Beşiktaş              |
| 4         | Vezni           | Luka Milivojević        | 7. travnja 1991.    | Crystal Palace        |
| 5         | Branič          | Uroš Spajić             | 13. veljače 1993.   | Anderlecht Bruxelles  |
| 6         | Branič          | Branislav Ivanović      | 22. veljače 1984.   | Zenit Sankt Peterburg |
| 7         | Vezni           | Andrija Živković        | 11. srpnja 1996.    | Benfica               |
| 8         | Napadač         | Aleksandar Prijović     | 21. travnja 1990.   | PAOK Solun            |
| 9         | Napadač         | Aleksandar Mitrović     | 16. rujna 1994.     | Fulham                |
| 10        | Vezni           | Dušan Tadić             | 20. studenog 1988.  | Southampton           |
| 11        | Branič          | Aleksandar Kolarov      | 10. studenog 1985.  | AS Roma               |
| 12        | Vratar          | Predrag Rajković        | 31. listopada 1995. | Maccabi Tel Aviv      |
| 13        | Branič          | Miloš Veljković         | 26. rujna 1995.     | Werder Bremen         |
| 14        | Branič          | Milan Rodić             | 2. travnja 1991.    | Crvena zvezda         |
| 15        | Branič          | Nikola Milenković       | 12. listopada 1997. | Fiorentina            |
| 16        | Vezni           | Marko Grujić            | 13. travnja 1996.   | Cardiff City          |
| 17        | Vezni           | Filip Kostić            | 1. studenog 1992.   | HSV                   |
| 18        | Napadač         | Nemanja Radonjić        | 15. veljače 1996.   | Crvena zvezda         |
| 19        | Napadač         | Luka Jović              | 23. prosinca 1997.  | Eintracht Frankfurt   |
| 20        | Vezni           | Sergej Milinković-Savić | 27. veljače 1995.   | Lazio                 |
| 21        | Vezni           | Nemanja Matić           | 1. kolovoza 1988.   | Manchester United     |
| 22        | Vezni           | Adem Ljajić             | 29. rujna 1991.     | Torino                |
| 23        | Vratar          | Marko Dmitrović         | 24. siječnja 1992.  | Eibar                 |
| Izbornik: | Mladen Krstajić |                         |                     |                       |

### Švicarska
| #         | Pozicija          | Ime                  | Datum rođenja       | Klub                     |
| --------- | ----------------- | -------------------- | ------------------- | ------------------------ |
| 1         | Vratar            | Yann Sommer          | 17. prosinca 1988.  | Borussia Mönchengladbach |
| 2         | Branič            | Stephan Lichtsteiner | 16. siječnja 1984.  | Juventus                 |
| 3         | Branič            | François Moubandje   | 21. lipnja 1990.    | Toulouse                 |
| 4         | Branič            | Nico Elvedi          | 30. rujna 1996.     | Borussia Mönchengladbach |
| 5         | Branič            | Manuel Akanji        | 19. srpnja 1995.    | Borussia Dortmund        |
| 6         | Branič            | Michael Lang         | 8. veljače 1991.    | Basel                    |
| 7         | Napadač           | Breel Embolo         | 14. veljače 1997.   | Schalke 04               |
| 8         | Vezni             | Remo Freuler         | 15. travnja 1992.   | Atalanta Bergamo         |
| 9         | Napadač           | Haris Seferović      | 22. veljače 1992.   | Benfica                  |
| 10        | Vezni             | Granit Xhaka         | 27. rujna 1992.     | Arsenal                  |
| 11        | Vezni             | Valon Behrami        | 19. travnja 1985.   | Udinese                  |
| 12        | Vratar            | Yvon Mvogo           | 6. lipnja 1994.     | Leipzig                  |
| 13        | Branič            | Ricardo Rodríguez    | 25. kolovoza 1992.  | AC Milan                 |
| 14        | Vezni             | Steven Zuber         | 17. kolovoza 1991.  | 1899 Hoffenheim          |
| 15        | Vezni             | Blerim Džemaili      | 12. travnja 1986.   | Bologna                  |
| 16        | Vezni             | Gelson Fernandes     | 2. rujna 1986.      | Eintracht Frankfurt      |
| 17        | Vezni             | Denis Zakaria        | 20. studenog 1996.  | Borussia Mönchengladbach |
| 18        | Napadač           | Mario Gavranović     | 24. studenog 1989.  | Dinamo Zagreb            |
| 19        | Napadač           | Josip Drmić          | 8. kolovoza 1992.   | Borussia Mönchengladbach |
| 20        | Branič            | Johan Djourou        | 18. siječnja 1987.  | Antalyaspor              |
| 21        | Vratar            | Roman Bürki          | 14. studenog 1990.  | Borussia Dortmund        |
| 22        | Branič            | Fabian Schär         | 20. prosinca 1991.  | Deportivo La Coruña      |
| 23        | Vezni             | Xherdan Shaqiri      | 10. listopada 1991. | Stoke City               |
| Izbornik: | Vladimir Petković |                      |                     |                          |

## Skupina F

### Njemačka
| #         | Pozicija    | Ime                   | Datum rođenja       | Klub                     |
| --------- | ----------- | --------------------- | ------------------- | ------------------------ |
| 1         | Vratar      | Manuel Neuer          | 27. ožujka 1986.    | Bayern München           |
| 2         | Branič      | Marvin Plattenhardt   | 26. siječnja 1992.  | Hertha Berlin            |
| 3         | Branič      | Jonas Hector          | 27. svibnja 1990.   | 1. FC Köln               |
| 4         | Branič      | Matthias Ginter       | 19. siječnja 1994.  | Borussia Mönchengladbach |
| 5         | Branič      | Mats Hummels          | 16. prosinca 1988.  | Bayern München           |
| 6         | Vezni       | Sami Khedira          | 4. travnja 1987.    | Juventus                 |
| 7         | Vezni       | Julian Draxler        | 20. rujna 1993.     | PSG                      |
| 8         | Vezni       | Toni Kroos            | 4. siječnja 1990.   | Real Madrid              |
| 9         | Napadač     | Timo Werner           | 6. ožujka 1996.     | Leipzig                  |
| 10        | Vezni       | Mesut Özil            | 15. listopada 1988. | Arsenal                  |
| 11        | Napadač     | Marco Reus            | 31. svibnja 1989.   | Borussia Dortmund        |
| 12        | Vratar      | Kevin Trapp           | 8. srpnja 1990.     | PSG                      |
| 13        | Vezni       | Thomas Müller         | 13. rujna 1989.     | Bayern München           |
| 14        | Vezni       | Leon Goretzka         | 6. veljače 1995.    | Schalke 04               |
| 15        | Branič      | Niklas Süle           | 3. rujna 1995.      | Bayern München           |
| 16        | Branič      | Antonio Rüdiger       | 3. ožujka 1993.     | Chelsea                  |
| 17        | Branič      | Jérôme Boateng        | 3. rujna 1988.      | Bayern München           |
| 18        | Branič      | Joshua Kimmich        | 8. veljače 1995.    | Bayern München           |
| 19        | Vezni       | Sebastian Rudy        | 28. veljače 1990.   | Bayern München           |
| 20        | Vezni       | Julian Brandt         | 2. svibnja 1996.    | Bayer Leverkusen         |
| 21        | Vezni       | İlkay Gündoğan        | 24. listopada 1990. | Manchester City          |
| 22        | Vratar      | Marc-André ter Stegen | 30. travnja 1992.   | FC Barcelona             |
| 23        | Napadač     | Mario Gómez           | 10. srpnja 1985.    | VfB Stuttgart            |
| Izbornik: | Joachim Löw |                       |                     |                          |

### Meksiko
| #         | Pozicija           | Ime                  | Datum rođenja       | Klub                |
| --------- | ------------------ | -------------------- | ------------------- | ------------------- |
| 1         | Vratar             | José de Jesús Corona | 26. siječnja 1981.  | Cruz Azul           |
| 2         | Branič             | Hugo Ayala           | 31. ožujka 1987.    | Tigres              |
| 3         | Branič             | Carlos Salcedo       | 29. rujna 1993.     | Eintracht Frankfurt |
| 4         | Branič             | Rafael Márquez       | 13. veljače 1979.   | Club Atlas          |
| 5         | Vezni              | Érick Gutiérrez      | 15. lipnja 1995.    | Pachuca             |
| 6         | Vezni              | Jonathan dos Santos  | 26. travnja 1990.   | LA Galaxy           |
| 7         | Vezni              | Miguel Layún         | 25. lipnja 1988.    | Sevilla             |
| 8         | Napadač            | Marco Fabián         | 21. srpnja 1989.    | Eintracht Frankfurt |
| 9         | Napadač            | Raúl Jiménez         | 5. svibnja 1991.    | Benfica             |
| 10        | Vezni              | Giovani dos Santos   | 11. svibnja 1989.   | LA Galaxy           |
| 11        | Napadač            | Carlos Vela          | 1. ožujka 1989.     | Los Angeles FC      |
| 12        | Vratar             | Alfredo Talavera     | 18. rujna 1982.     | Toluca              |
| 13        | Vratar             | Guillermo Ochoa      | 13. srpnja 1985.    | Standard Liège      |
| 14        | Napadač            | Javier Hernández     | 1. lipnja 1988.     | West Ham United     |
| 15        | Branič             | Héctor Moreno        | 17. siječnja 1988.  | Real Sociedad       |
| 16        | Branič             | Héctor Herrera       | 19. travnja 1990.   | Porto               |
| 17        | Vezni              | Jesús Manuel Corona  | 6. siječnja 1993.   | Porto               |
| 18        | Vezni              | Andrés Guardado      | 28. rujna 1986.     | Betis Sevilla       |
| 19        | Napadač            | Oribe Peralta        | 12. siječnja 1984.  | Club América        |
| 20        | Vezni              | Javier Aquino        | 11. veljače 1990.   | Tigres              |
| 21        | Branič             | Edson Álvarez        | 24. listopada 1997. | Club América        |
| 22        | Napadač            | Hirving Lozano       | 30. srpnja 1995.    | PSV Eindhoven       |
| 23        | Vezni              | Jesús Gallardo       | 15. kolovoza 1994.  | UNAM                |
| Izbornik: | Juan Carlos Osorio |                      |                     |                     |

- Na prvotnom popisu nalazio se branič Diego Reyes, no budući da se ozlijedio, izbornik Osorio je naknadno pozvao Éricka Gutiérreza[9]

### Južna Koreja
| #         | Pozicija      | Ime             | Datum rođenja       | Klub                   |
| --------- | ------------- | --------------- | ------------------- | ---------------------- |
| 1         | Vratar        | Kim Seung-gyu   | 30. rujna 1990.     | Vissel Kobe            |
| 2         | Branič        | Lee Yong        | 24. prosinca 1986.  | Jeonbuk Hyundai Motors |
| 3         | Branič        | Jung Seung-hyun | 3. travnja 1994.    | Sagan Tosu             |
| 4         | Branič        | Oh Ban-suk      | 20. svibnja 1988.   | Jeju United            |
| 5         | Branič        | Yun Young-sun   | 4. listopada 1988.  | Seongnam               |
| 6         | Branič        | Park Joo-ho     | 16. siječnja 1987.  | Ulsan Hyundai          |
| 7         | Napadač       | Son Heung-min   | 8. srpnja 1992.     | Tottenham Hotspur      |
| 8         | Vezni         | Ju Se-jong      | 30. listopada 1990. | Asan Mugunghwa         |
| 9         | Napadač       | Kim Shin-wook   | 14. travnja 1988.   | Jeonbuk Hyundai Motors |
| 10        | Vezni         | Lee Seung-woo   | 6. siječnja 1998.   | Hellas Verona          |
| 11        | Napadač       | Hwang Hee-chan  | 26. siječnja 1996.  | Red Bull Salzburg      |
| 12        | Branič        | Kim Min-woo     | 25. veljače 1990.   | Sangju Sangmu          |
| 13        | Vezni         | Koo Ja-cheol    | 27. veljače 1989.   | Augsburg               |
| 14        | Branič        | Hong Chul       | 17. rujna 1990.     | Sangju Sangmu          |
| 15        | Vezni         | Jung Woo-young  | 14. prosinca 1989.  | Vissel Kobe            |
| 16        | Vezni         | Ki Sung-yueng   | 24. siječnja 1989.  | Swansea City           |
| 17        | Vezni         | Lee Jae-sung    | 10. kolovoza 1992.  | Jeonbuk Hyundai Motors |
| 18        | Vezni         | Moon Seon-min   | 9. lipnja 1992.     | Incheon United         |
| 19        | Branič        | Kim Young-gwon  | 27. veljače 1990.   | Guangzhou Evergrande   |
| 20        | Branič        | Jang Hyun-soo   | 28. rujna 1991.     | FC Tokyo               |
| 21        | Vratar        | Kim Jin-hyeon   | 6. srpnja 1987.     | Cerezo Osaka           |
| 22        | Branič        | Go Yo-han       | 10. ožujka 1988.    | FC Seoul               |
| 23        | Vratar        | Jo Hyeon-woo    | 25. rujna 1991.     | Daegu                  |
| Izbornik: | Shin Tae-yong |                 |                     |                        |

### Švedska
| #         | Pozicija        | Ime                  | Datum rođenja       | Klub              |
| --------- | --------------- | -------------------- | ------------------- | ----------------- |
| 1         | Vratar          | Robin Olsen          | 8. siječnja 1990.   | F.C. København    |
| 2         | Branič          | Mikael Lustig        | 13. prosinca 1986.  | Celtic            |
| 3         | Branič          | Victor Lindelöf      | 17. srpnja 1994.    | Manchester United |
| 4         | Branič          | Andreas Granqvist    | 16. travnja 1985.   | Krasnodar         |
| 5         | Branič          | Martin Olsson        | 17. svibnja 1988.   | Swansea City      |
| 6         | Branič          | Ludwig Augustinsson  | 21. travnja 1994.   | Werder Bremen     |
| 7         | Vezni           | Sebastian Larsson    | 6. lipnja 1985.     | Hull City         |
| 8         | Vezni           | Albin Ekdal          | 28. srpnja 1989.    | HSV               |
| 9         | Napadač         | Marcus Berg          | 17. kolovoza 1986.  | Al Ain            |
| 10        | Vezni           | Emil Forsberg        | 23. listopada 1991. | Leipzig           |
| 11        | Napadač         | John Guidetti        | 15. travnja 1992.   | Alavés            |
| 12        | Vratar          | Karl-Johan Johnsson  | 28. siječnja 1990.  | Guingamp          |
| 13        | Vezni           | Gustav Svensson      | 7. veljače 1987.    | Seattle Sounders  |
| 14        | Branič          | Filip Helander       | 22. travnja 1993.   | Bologna           |
| 15        | Vezni           | Oscar Hiljemark      | 28. lipnja 1992.    | Genoa             |
| 16        | Branič          | Emil Krafth          | 2. kolovoza 1994.   | Bologna           |
| 17        | Vezni           | Viktor Claesson      | 2. siječnja 1992.   | Krasnodar         |
| 18        | Branič          | Pontus Jansson       | 13. veljače 1991.   | Leeds United      |
| 19        | Vezni           | Marcus Rohdén        | 11. svibnja 1991.   | Crotone           |
| 20        | Napadač         | Ola Toivonen         | 3. srpnja 1986.     | Toulouse          |
| 21        | Vezni           | Jimmy Durmaz         | 22. ožujka 1989.    | Toulouse          |
| 22        | Napadač         | Isaac Kiese Thelin   | 24. lipnja 1992.    | Beveren           |
| 23        | Vratar          | Kristoffer Nordfeldt | 23. lipnja 1989.    | Swansea City      |
| Izbornik: | Janne Andersson |                      |                     |                   |

## Skupina G

### Belgija
| #         | Pozicija         | Ime                | Datum rođenja      | Klub                     |
| --------- | ---------------- | ------------------ | ------------------ | ------------------------ |
| 1         | Vratar           | Thibaut Courtois   | 11. svibnja 1992.  | Chelsea                  |
| 2         | Branič           | Toby Alderweireld  | 2. ožujka 1989.    | Tottenham Hotspur        |
| 3         | Branič           | Thomas Vermaelen   | 14. studenog 1985. | FC Barcelona             |
| 4         | Branič           | Vincent Kompany    | 10. travnja 1986.  | Manchester City          |
| 5         | Branič           | Jan Vertonghen     | 24. travnja 1987.  | Tottenham Hotspur        |
| 6         | Vezni            | Axel Witsel        | 12. siječnja 1989. | Tianjin Quanjian         |
| 7         | Vezni            | Kevin De Bruyne    | 28. lipnja 1991.   | Manchester City          |
| 8         | Vezni            | Marouane Fellaini  | 22. studenog 1987. | Manchester United        |
| 9         | Napadač          | Romelu Lukaku      | 13. svibnja 1993.  | Manchester United        |
| 10        | Napadač          | Eden Hazard        | 7. siječnja 1991.  | Chelsea                  |
| 11        | Vezni            | Yannick Carrasco   | 4. rujna 1993.     | Dalian Yifang            |
| 12        | Vratar           | Simon Mignolet     | 6. ožujka 1988.    | Liverpool                |
| 13        | Vratar           | Koen Casteels      | 25. lipnja 1992.   | VfL Wolfsburg            |
| 14        | Napadač          | Dries Mertens      | 6. svibnja 1987.   | Napoli                   |
| 15        | Branič           | Thomas Meunier     | 12. rujna 1991.    | PSG                      |
| 16        | Vezni            | Thorgan Hazard     | 29. ožujka 1993.   | Borussia Mönchengladbach |
| 17        | Vezni            | Youri Tielemans    | 7. svibnja 1997.   | AS Monaco                |
| 18        | Napadač          | Adnan Januzaj      | 5. veljače 1995.   | Real Sociedad            |
| 19        | Vezni            | Mousa Dembélé      | 16. srpnja 1987.   | Tottenham Hotspur        |
| 20        | Branič           | Dedryck Boyata     | 28. studenog 1990. | Celtic                   |
| 21        | Napadač          | Michy Batshuayi    | 2. listopada 1993. | Borussia Dortmund        |
| 22        | Vezni            | Nacer Chadli       | 2. kolovoza 1989.  | West Bromwich Albion     |
| 23        | Branič           | Leander Dendoncker | 15. travnja 1995.  | Anderlecht Bruxelles     |
| Izbornik: | Roberto Martínez |                    |                    |                          |

### Engleska
| #         | Pozicija         | Ime                    | Datum rođenja       | Klub              |
| --------- | ---------------- | ---------------------- | ------------------- | ----------------- |
| 1         | Vratar           | Jordan Pickford        | 7. ožujka 1994.     | Everton           |
| 2         | Branič           | Kyle Walker            | 28. svibnja 1990.   | Manchester City   |
| 3         | Branič           | Danny Rose             | 2. srpnja 1990.     | Tottenham Hotspur |
| 4         | Vezni            | Eric Dier              | 15. siječnja 1994.  | Tottenham Hotspur |
| 5         | Branič           | John Stones            | 28. svibnja 1994.   | Manchester City   |
| 6         | Branič           | Harry Maguire          | 5. ožujka 1993.     | Leicester City    |
| 7         | Vezni            | Jesse Lingard          | 15. prosinca 1992.  | Manchester United |
| 8         | Vezni            | Jordan Henderson       | 17. lipnja 1990.    | Liverpool         |
| 9         | Napadač          | Harry Kane             | 28. srpnja 1993.    | Tottenham Hotspur |
| 10        | Napadač          | Raheem Sterling        | 8. prosinca 1994.   | Manchester City   |
| 11        | Napadač          | Jamie Vardy            | 11. siječnja 1987.  | Leicester City    |
| 12        | Branič           | Kieran Trippier        | 19. rujna 1990.     | Tottenham Hotspur |
| 13        | Vratar           | Jack Butland           | 10. ožujka 1993.    | Stoke City        |
| 14        | Napadač          | Danny Welbeck          | 26. studenog 1990.  | Arsenal           |
| 15        | Branič           | Gary Cahill            | 19. prosinca 1985.  | Chelsea           |
| 16        | Branič           | Phil Jones             | 21. veljače 1992.   | Manchester United |
| 17        | Branič           | Fabian Delph           | 21. studenog 1989.  | Manchester City   |
| 18        | Branič           | Ashley Young           | 9. srpnja 1985.     | Manchester United |
| 19        | Napadač          | Marcus Rashford        | 31. listopada 1997. | Manchester United |
| 20        | Vezni            | Dele Alli              | 11. travnja 1996.   | Tottenham Hotspur |
| 21        | Vezni            | Ruben Loftus-Cheek     | 23. siječnja 1996.  | Crystal Palace    |
| 22        | Branič           | Trent Alexander-Arnold | 7. listopada 1997.  | Liverpool         |
| 23        | Vratar           | Nick Pope              | 19. travnja 1992.   | Burnley           |
| Izbornik: | Gareth Southgate |                        |                     |                   |

### Panama
| #         | Pozicija           | Ime                  | Datum rođenja       | Klub                 |
| --------- | ------------------ | -------------------- | ------------------- | -------------------- |
| 1         | Vratar             | Jaime Penedo         | 26. rujna 1981.     | Dinamo Bukurešt      |
| 2         | Branič             | Michael Amir Murillo | 11. veljače 1996.   | New York Red Bulls   |
| 3         | Branič             | Harold Cummings      | 1. ožujka 1992.     | San Jose Earthquakes |
| 4         | Branič             | Fidel Escobar        | 9- veljače 1995.    | New York Red Bulls   |
| 5         | Branič             | Román Torres         | 20. ožujka 1986.    | Seattle Sounders     |
| 6         | Vezni              | Gabriel Gómez        | 29. svibnja 1984.   | Atlético Bucaramanga |
| 7         | Napadač            | Blas Pérez           | 13. ožujka 1981.    | Municipal            |
| 8         | Vezni              | Édgar Bárcenas       | 23. listopada 1993. | Tapachula            |
| 9         | Napadač            | Gabriel Torres       | 31. listopada 1988. | Huachipato           |
| 10        | Napadač            | Ismael Díaz          | 12. svibnja 1997.   | Deportivo Fabril     |
| 11        | Vezni              | Armando Cooper       | 26. studenog 1987.  | Universidad de Chile |
| 12        | Vratar             | José Calderón        | 14. kolovoza 1985.  | Chorrillo            |
| 13        | Branič             | Adolfo Machado       | 14. veljače 1985.   | Houston Dynamo       |
| 14        | Vezni              | Valentín Pimentel    | 30. svibnja 1991.   | Plaza Amador         |
| 15        | Branič             | Erick Davis          | 31. ožujka 1991.    | Dunajská Streda      |
| 16        | Napadač            | Abdiel Arroyo        | 13. prosinca 1993.  | Alajuelense          |
| 17        | Branič             | Luis Ovalle          | 7. rujna 1988.      | CD Olimpia           |
| 18        | Napadač            | Luis Tejada          | 28. ožujka 1982.    | Sport Boys           |
| 19        | Vezni              | Ricardo Ávila        | 4. veljače 1997.    | Gent                 |
| 20        | Vezni              | Aníbal Godoy         | 10. veljače 1990.   | San Jose Earthquakes |
| 21        | Vezni              | José Luis Rodríguez  | 19. lipnja 1998.    | Gent                 |
| 22        | Vratar             | Álex Rodríguez       | 5. kolovoza 1990.   | San Francisco        |
| 23        | Branič             | Felipe Baloy         | 24. veljače 1981.   | Municipal            |
| Izbornik: | Hernán Darío Gómez |                      |                     |                      |

- Na prvotnom popisu nalazio se veznjak Alberto Quintero, no budući da se ozlijedio, izbornik Gómez je naknadno pozvao Farida Díaza[10]

### Tunis
| #         | Pozicija      | Ime                     | Datum rođenja       | Klub           |
| --------- | ------------- | ----------------------- | ------------------- | -------------- |
| 1         | Vratar        | Farouk Ben Mustapha     | 1. srpnja 1989.     | Al-Shabab      |
| 2         | Branič        | Syam Ben Youssef        | 21. ožujka 1989.    | Kasımpaşa      |
| 3         | Branič        | Yohan Benalouane        | 28. ožujka 1987.    | Leicester City |
| 4         | Branič        | Yassine Meriah          | 2. srpnja 1993.     | CS Sfaxien     |
| 5         | Branič        | Oussama Haddadi         | 28. siječnja 1992.  | Dijon          |
| 6         | Branič        | Rami Bedoui             | 19. siječnja 1990.  | Étoile Sahel   |
| 7         | Napadač       | Saîf-Eddine Khaoui      | 27. travnja 1995.   | Troyes         |
| 8         | Napadač       | Fakhreddine Ben Youssef | 23. lipnja 1991.    | Al-Ettifaq     |
| 9         | Vezni         | Anice Badri             | 18. rujna 1990.     | Espérance      |
| 10        | Napadač       | Wahbi Khazri            | 8. veljače 1991.    | Rennes         |
| 11        | Branič        | Dylan Bronn             | 19. lipnja 1995.    | Gent           |
| 12        | Branič        | Ali Maâloul             | 1. siječnja 1990.   | Al-Ahly        |
| 13        | Vezni         | Ferjani Sassi           | 18. ožujka 1992.    | Al-Nassr       |
| 14        | Vezni         | Mohamed Amine Ben Amor  | 3. svibnja 1990.    | Al-Ahli        |
| 15        | Napadač       | Ahmed Khalil            | 21. prosinca 1994.  | Club Africain  |
| 16        | Vratar        | Aymen Mathlouthi        | 14. rujna 1984.     | Al-Batin       |
| 17        | Vezni         | Ellyes Skhiri           | 10. svibnja 1995.   | Montpellier    |
| 18        | Napadač       | Bassem Srarfi           | 25. lipnja 1997.    | Nice           |
| 19        | Napadač       | Saber Khalifa           | 14. listopada 1986. | Club Africain  |
| 20        | Napadač       | Ghailene Chaalali       | 28. veljače 1994.   | Espérance      |
| 21        | Branič        | Hamdi Nagguez           | 28. listopada 1992. | Zamalek        |
| 22        | Vratar        | Mouez Hassen            | 5. ožujka 1995.     | Châteauroux    |
| 23        | Napadač       | Naïm Sliti              | 27. srpnja 1992.    | Dijon          |
| Izbornik: | Nabil Maâloul |                         |                     |                |

## Skupina H

### Kolumbija
| #         | Pozicija             | Ime                    | Datum rođenja       | Klub                   |
| --------- | -------------------- | ---------------------- | ------------------- | ---------------------- |
| 1         | Vratar               | David Ospina           | 31. kolovoza 1988.  | Arsenal                |
| 2         | Branič               | Cristián Zapata        | 30. rujna 1986.     | AC Milan               |
| 3         | Branič               | Óscar Murillo          | 18. travnja 1988.   | Pachuca                |
| 4         | Branič               | Santiago Arias         | 13. siječnja 1992.  | PSV Eindhoven          |
| 5         | Vezni                | Wílmar Barrios         | 16. listopada 1993. | Boca Juniors           |
| 6         | Vezni                | Carlos Sánchez         | 6. veljače 1986.    | RCD Espanyol           |
| 7         | Napadač              | Carlos Bacca           | 8. rujna 1986.      | Villarreal             |
| 8         | Vezni                | Abel Aguilar           | 6. siječnja 1985.   | Deportivo Cali         |
| 9         | Napadač              | Radamel Falcao         | 10. veljače 1986.   | AS Monaco              |
| 10        | Vezni                | James Rodríguez        | 12. srpnja 1991.    | Bayern München         |
| 11        | Vezni                | Juan Cuadrado          | 26. svibnja 1988.   | Juventus               |
| 12        | Vratar               | Camilo Vargas          | 9. ožujka 1989.     | Deportivo Cali         |
| 13        | Branič               | Yerry Mina             | 23. rujna 1994.     | FC Barcelona           |
| 14        | Napadač              | Luis Muriel            | 16. travnja 1991.   | Sevilla                |
| 15        | Vezni                | Mateus Uribe           | 21. ožujka 1991.    | Club América           |
| 16        | Vezni                | Jefferson Lerma        | 25. listopada 1994. | Levante                |
| 17        | Branič               | Johan Mojica           | 21. kolovoza 1992.  | Girona                 |
| 18        | Branič               | Farid Díaz             | 20. srpnja 1983.    | Olimpia Asunción       |
| 19        | Napadač              | Miguel Borja           | 26. siječnja 1993.  | Palmeiras              |
| 20        | Vezni                | Juan Fernando Quintero | 18. siječnja 1993.  | River Plate            |
| 21        | Napadač              | José Izquierdo         | 7. srpnja 1992.     | Brighton & Hove Albion |
| 22        | Vratar               | José Fernando Cuadrado | 1. lipnja 1985.     | Once Caldas            |
| 23        | Branič               | Dávinson Sánchez       | 12. lipnja 1996.    | Tottenham Hotspur      |
| Izbornik: | José Néstor Pékerman |                        |                     |                        |

- Na prvotnom popisu nalazio se lijevi bek Frank Fabra, no budući da se ozlijedio, izbornik Pékerman je naknadno pozvao Farida Díaza[11]

### Japan
| #         | Pozicija      | Ime                  | Datum rođenja       | Klub                |
| --------- | ------------- | -------------------- | ------------------- | ------------------- |
| 1         | Vratar        | Eiji Kawashima       | 20. ožujka 1983.    | Metz                |
| 2         | Branič        | Naomichi Ueda        | 24. listopada 1994. | Kashima Antlers     |
| 3         | Branič        | Gen Shoji            | 11. prosinca 1992.  | Kashima Antlers     |
| 4         | Vezni         | Keisuke Honda        | 13. lipnja 1986.    | Pachuca             |
| 5         | Branič        | Yuto Nagatomo        | 12. rujna 1986.     | Galatasaray         |
| 6         | Branič        | Wataru Endo          | 9. veljače 1993.    | Urawa Red Diamonds  |
| 7         | Vezni         | Gaku Shibasaki       | 28. svibnja 1992.   | Getafe              |
| 8         | Vezni         | Genki Haraguchi      | 9. svibnja 1991.    | Fortuna Düsseldorf  |
| 9         | Napadač       | Shinji Okazaki       | 16. travnja 1986.   | Leicester City      |
| 10        | Vezni         | Shinji Kagawa        | 17. ožujka 1989.    | Borussia Dortmund   |
| 11        | Vezni         | Takashi Usami        | 6. svibnja 1992.    | Fortuna Düsseldorf  |
| 12        | Vratar        | Masaaki Higashiguchi | 12. svibnja 1986.   | Gamba Osaka         |
| 13        | Napadač       | Yoshinori Muto       | 15. srpnja 1992.    | Mainz               |
| 14        | Vezni         | Takashi Inui         | 2. lipnja 1988.     | Eibar               |
| 15        | Napadač       | Yuya Osako           | 18. svibnja 1990.   | Köln                |
| 16        | Vezni         | Hotaru Yamaguchi     | 6. listopada 1990.  | Cerezo Osaka        |
| 17        | Vezni         | Makoto Hasebe        | 18. siječnja 1984.  | Eintracht Frankfurt |
| 18        | Vezni         | Ryota Oshima         | 23. siječnja 1993.  | Kawasaki Frontale   |
| 19        | Branič        | Hiroki Sakai         | 12. travnja 1990.   | Olympique Marseille |
| 20        | Branič        | Tomoaki Makino       | 11. svibnja 1987.   | Urawa Red Diamonds  |
| 21        | Branič        | Gotoku Sakai         | 14. ožujka 1991.    | HSV                 |
| 22        | Branič        | Maya Yoshida         | 24. kolovoza 1988.  | Southampton         |
| 23        | Vratar        | Kosuke Nakamura      | 27. veljače 1995.   | Kashiwa Reysol      |
| Izbornik: | Akira Nishino |                      |                     |                     |

### Poljska
| #         | Pozicija     | Ime                  | Datum rođenja      | Klub                 |
| --------- | ------------ | -------------------- | ------------------ | -------------------- |
| 1         | Vratar       | Wojciech Szczęsny    | 18. travnja 1990.  | Juventus             |
| 2         | Branič       | Michał Pazdan        | 21. rujna 1987.    | Legija Varšava       |
| 3         | Branič       | Artur Jędrzejczyk    | 4. studenog 1987.  | Legija Varšava       |
| 4         | Branič       | Thiago Cionek        | 21. travnja 1986.  | SPAL                 |
| 5         | Branič       | Jan Bednarek         | 12. travnja 1996.  | Southampton          |
| 6         | Vezni        | Jacek Góralski       | 21. rujna 1992.    | Ludogorec Razgrad    |
| 7         | Napadač      | Arkadiusz Milik      | 28. veljače 1994.  | Napoli               |
| 8         | Vezni        | Karol Linetty        | 2. veljače 1995.   | Sampdoria            |
| 9         | Napadač      | Robert Lewandowski   | 21. kolovoza 1988. | Bayern München       |
| 10        | Vezni        | Grzegorz Krychowiak  | 29. siječnja 1990. | West Bromwich Albion |
| 11        | Vezni        | Kamil Grosicki       | 8. lipnja 1988.    | Hull City            |
| 12        | Vratar       | Bartosz Białkowski   | 6. srpnja 1987.    | Ipswich Town         |
| 13        | Vezni        | Maciej Rybus         | 19. kolovoza 1989. | Lokomotiv Moskva     |
| 14        | Napadač      | Łukasz Teodorczyk    | 3. lipnja 1991.    | Anderlecht Bruxelles |
| 15        | Branič       | Kamil Glik           | 3. veljače 1988.   | AS Monaco            |
| 16        | Vezni        | Jakub Błaszczykowski | 14. prosinca 1985. | Wolfsburg            |
| 17        | Vezni        | Sławomir Peszko      | 19. veljače 1985.  | Lechia Gdanjsk       |
| 18        | Branič       | Bartosz Bereszyński  | 12. srpnja 1992.   | Sampdoria            |
| 19        | Vezni        | Piotr Zieliński      | 20. svibnja 1994.  | Napoli               |
| 20        | Branič       | Łukasz Piszczek      | 3. lipnja 1985.    | Borussia Dortmund    |
| 21        | Vezni        | Rafał Kurzawa        | 29. siječnja 1993. | Górnik Zabrze        |
| 22        | Vratar       | Łukasz Fabiański     | 18. travnja 1985.  | Swansea City         |
| 23        | Napadač      | Dawid Kownacki       | 14. ožujka 1997.   | Sampdoria            |
| Izbornik: | Adam Nawałka |                      |                    |                      |

### Senegal
| #         | Pozicija    | Ime               | Datum rođenja       | Klub                 |
| --------- | ----------- | ----------------- | ------------------- | -------------------- |
| 1         | Vratar      | Abdoulaye Diallo  | 30. ožujka 1992.    | Rennes               |
| 2         | Branič      | Adama Mbengue     | 1. prosinca 1993.   | Caen                 |
| 3         | Branič      | Kalidou Koulibaly | 20. lipnja 1991.    | Napoli               |
| 4         | Branič      | Kara Mbodji       | 22. studenog 1989.  | Anderlecht Bruxelles |
| 5         | Vezni       | Idrissa Gueye     | 26. rujna 1989.     | Everton              |
| 6         | Vezni       | Salif Sané        | 25. kolovoza 1990.  | Hannover 96          |
| 7         | Napadač     | Moussa Sow        | 19. siječnja 1986.  | Bursaspor            |
| 8         | Vezni       | Cheikhou Kouyaté  | 21. prosinca 1989.  | West Ham United      |
| 9         | Napadač     | Mame Biram Diouf  | 16. prosinca 1987.  | Stoke City           |
| 10        | Napadač     | Sadio Mané        | 10. travnja 1992.   | Liverpool            |
| 11        | Vezni       | Cheikh N'Doye     | 29. ožujka 1986.    | Birmingham City      |
| 12        | Branič      | Youssouf Sabaly   | 5. ožujka 1993.     | Girondins Bordeaux   |
| 13        | Vezni       | Alfred N'Diaye    | 6. ožujka 1990.     | Wolverhampton        |
| 14        | Napadač     | Moussa Konaté     | 3. travnja 1993.    | Amiens               |
| 15        | Napadač     | Diafra Sakho      | 24. prosinca 1989.  | Rennes               |
| 16        | Vratar      | Khadim N'Diaye    | 5. travnja 1985.    | Horoya               |
| 17        | Vezni       | Badou Ndiaye      | 27. listopada 1990. | Stoke City           |
| 18        | Napadač     | Ismaïla Sarr      | 25. veljače 1998.   | Rennes               |
| 19        | Napadač     | M'Baye Niang      | 19. prosinca 1994.  | Torino               |
| 20        | Napadač     | Keita Baldé       | 8. ožujka 1995.     | AS Monaco            |
| 21        | Branič      | Lamine Gassama    | 20. listopada 1989. | Alanyaspor           |
| 22        | Branič      | Moussa Wagué      | 4. listopada 1998.  | Eupen                |
| 23        | Vratar      | Alfred Gomis      | 5. rujna 1993.      | SPAL                 |
| Izbornik: | Aliou Cissé |                   |                     |                      |

- Na prvotnom popisu nalazio se branič Saliou Ciss, no budući da se ozlijedio, izbornik Cissé je naknadno pozvao Adamu Mbenguea[12]